# DOTO (Deventer)
DOTO (Door Onthouding Tot Ontspanning) is een voormalig amateurvoetbalvereniging uit de Nederlandse stad Deventer. De vereniging werd opgericht op 22 augustus 1915. De spelers van DOTO speelden in een blauw shirt met een zwarte broek en blauwe kousen. In 1950 werd de club opgeheven. Er waren altijd al relatief weinig leden maar eind jaren'40 was er bijna niemand meer over. In plaats van het principe los te laten dat er geen drank mocht worden gebruikt is er voor gekozen om de vereniging op te heffen.
De club kende haar sportieve glorietijd van het midden tot het einde van de jaren '20. In 1925 werd de eerste klasse bereikt, het toenmalige hoogste niveau. Drie jaren duurde het verblijf van DOTO tussen de voetbalelite. In 1928 kwam daar een einde aan met degradatie naar de 2e klasse. Vanaf toen ging het bergafwaarts. In 1934 volgde degradatie naar de 3e klasse en in 1939 daalde DOTO af naar de 4e klasse. Bij de opheffing speelde DOTO in de 2e klasse van de Afdeling Gelderland 
ABS Bathmen · Colmschate '33  · Davo · DSC · de Gazelle · Go-Ahead · Go Ahead Eagles · Helios · IJsselstreek · VV Lettele · RDC · Sallandia · Schalkhaar · Sportclub Deventer · Turkse Kracht · Koninklijke UD

Voormalig: De CJV-ers · Daventria · Deventer · DGS · DOTO · Labor · Puck· RODA · VV WWV